# بییالاکو
بییالاکو (به اسپانیایی: Villalaco) یک شهرستان در اسپانیا است که در استان پالنسیا واقع شده‌است.

## خصوصیات
بییالاکو ۱۸ کیلومترمربع مساحت و ۷۴ نفر جمعیت دارد و ۷۶۷ متر بالاتر از سطح دریا واقع شده‌است.